# لفافة سادة
اللفافة السادة (بالإنجليزية: Obturator fascia)‏ هي لفافة العضلة السدادية الغائرة، حيثُ تُغطي سطح الحوض لهذه العضلة، كما ترتبط مع حافة منشأها.
تعبرُ الأوعية الفرجية الداخلية والعصب الفرجي من سطح الحوض في العضلة السدادية الغائرة، حيثُ تُحاط بنفقٍ خاص يُسمى النفق الفرجي، والذي يتشكل من اللفافة السادة.

## روابط خارجية
- صور تشريحية:42:st-0900 في مركز داونستيت الطبي التابع لجامعة نيويورك
- صور تشريحيَّة:9076 على موقع مركز سوني دونستات الطبي.
- صور تشريحيَّة:9873 على موقع مركز سوني دونستات الطبي.